# Herbita capona
Herbita capona är en fjärilsart som beskrevs av Paul Dognin 1900. Herbita capona ingår i släktet Herbita och familjen mätare. Inga underarter finns listade i Catalogue of Life.